# Ochimusha
Ochimusha (落武者?) es un guerrero vencido que ha huido del enemigo.
El ochimusha se considera uno de clase baja, ya no está en el nivel de un Samurái desde el momento en que huyó de la batalla en lugar de cometer seppuku. En algunos casos, se dice que para escapar con seguridad esos guerreros llegan a ocultarse en las aldeas en zonas montañosas.
De acuerdo al folclore, el guerrero que se convierte en un Ochimusha debe ser asesinado por los campesinos y tomar la recompensa ofrecida generalmente por su cabeza de durante el período Sengoku.
Esto no solo ocurre en tiempos de guerra, Los samuráis y aristócratas cuyo apoyo ya no son necesarios también puede ser convertidos en Ochimusha, si son atacados por los ciudadanos de la región bajo su protección. Hay cuentos de mansiones samurái siendo saqueadas. También es objeto de ochimusha un criminal que va al exilio.
En algunas zonas de Nagano y la Prefectura de Gifu los Ochimusha se conocen como Daiko (だいこう?). También solían ser llamados ochipuwaa (おちぷはあ?) en algunas partes de Kansai, pero este término ya no está en uso se debe a connotaciones despectivas.

## Apariencia
La iconografía suele representar el Ochimusha con la corona de la cabeza afeitada y el resto del cabello largo y suelto, un chonmage disuelto. El chonmage disuelto significa la pérdida de la condición social de los samuráis. Flechas clavadas en el cuerpo son también un adorno común.

## Uso moderno
En los tiempos modernos el término se utiliza para referirse a los políticos que pierden una elección, mientras que el término "Ochimusha cazado" se utiliza en relación con un candidato atrapado en un engaño en una elección o para los políticos corruptos que han sido detenidos.
A veces, el término también se utiliza para referirse a las personas con una cabeza calva y la parte superior del cabello estirado en los lados.

## En la cultura popular
- Ochimusha es el nombre de la película de 1925 dirigida por Hiroshi Shimizu.
- The Ochimusha - Doemu Samurai Toujou es un juego de acción de 2007 japonesa, desarrollado por Tamsoft y publicada por D3 Publisher.
- Ochimusha son monstruos de tipo guerrero de bajo nivel en el juego .Hack.
- Ochimusha Kote (guantes Ochimusha) un elemento de juego en Final Fantasy XI.
- Uno de los antagonistas en el manga Mob Psycho 100 en un momento pierde la parte superior del cabello, y afirma que se parece a un Ochimusha.
- Uno de los Digimon presentes en la franquicia del mismo nombre, Musyamon[3] está inspirado, precisamente, en los Ochimushas.